# Glossophaga soricina
Glossophaga soricina là một loài động vật có vú trong họ Dơi mũi lá, bộ Dơi. Loài này được Pallas mô tả năm 1766.

## Hình ảnh

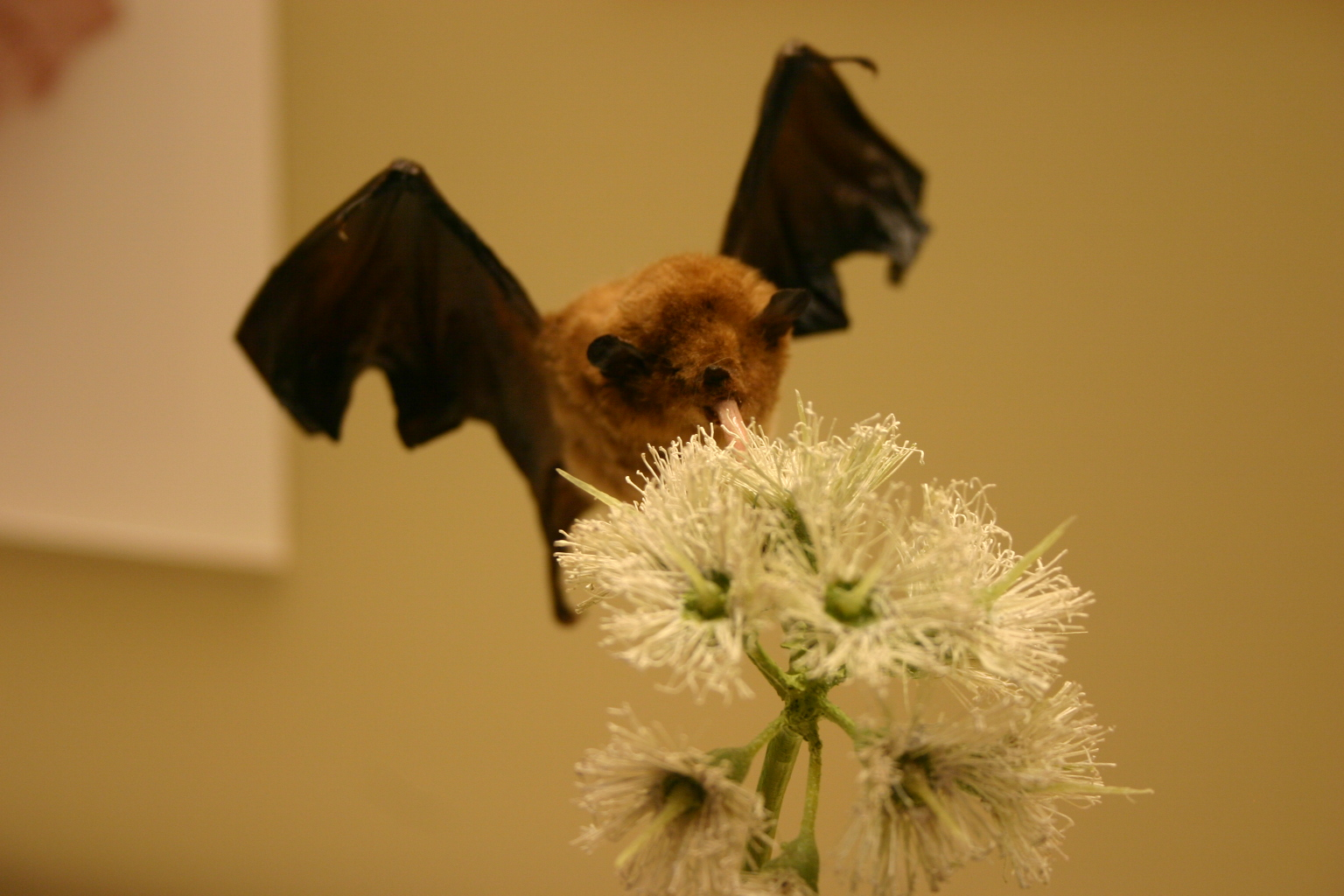